# ティム・クローゼ
ティム・クローゼ（Timm Klose, 1988年5月9日 - ）は、西ドイツ・ヘッセン州フランクフルト・アム・マイン出身の元サッカー選手。現役時代のポジションはディフェンダー。元スイス代表。

## 経歴

### クラブ
西ドイツのフランクフルト・アム・マインにてドイツ人の父親とドイツ系スイス人の母親との間に生まれ、5歳の頃に母親の故郷であるスイスのバーゼルへ移り住む。その後、スイスにてサッカーを始める。
2009-2010シーズンはFCトゥーンに在籍し、スイス・チャレンジリーグ優勝に貢献している。
2013年7月にVfLヴォルフスブルクへ移籍。2014-2015シーズンはDFBポカール優勝を経験した。
2016年1月18日、プレミアリーグ・ノリッジ・シティFCへ3年半契約で移籍した事を発表。
2020年10月7日、FCバーゼルへレンタル移籍。
2022年1月27日、ブリストル・シティFCへ完全移籍。

### 代表
2011年、デンマークで開催されたUEFA U-21欧州選手権ではスイスU-21代表のメンバーに選ばれ、決勝戦まで勝ち進むもスペインU-21代表に敗れ、準優勝となった。同年8月、リヒテンシュタイン戦にてスイスA代表デビュー。
2012年、ロンドンオリンピックに臨むスイス代表に選出される。

## タイトル
クラブ
FCトゥーン
- スイス・チャレンジリーグ 2009-2010

VfLヴォルフスブルク
- DFBポカール 2014-15
- DFLスーパーカップ 2015

ノリッジ・シティFC
- EFLチャンピオンシップ 2018-19